# Thalamoporella indica
Thalamoporella indica är en mossdjursart som först beskrevs av Walter Douglas Hincks 1880.  Thalamoporella indica ingår i släktet Thalamoporella och familjen Thalamoporellidae. Inga underarter finns listade i Catalogue of Life.